# Jacques Rossi
Pour les articles homonymes, voir Rossi.
Jacques Francois Rossi, né Franciszek Ksawery Heyman, le 10 octobre 1909 à Breslau et mort le 30 juin 2004 dans le 13e arrondissement de Paris, est un communiste polonais, naturalisé français. Après avoir passé plus de vingt ans au Goulag, il a témoigné de son expérience dans les livres Qu'elle était belle cette utopie !, Le Manuel du Goulag et Jacques, le Français.

## Biographie
Franciszek est le fils de Léontine Charlotte née Goyet, une Française native de Bourg-en-Bresse, et de son premier mari, qui décéda durant la grossesse de son épouse. Sa mère étant partie en Pologne pour y refaire sa vie, Franciszek y naitra et y passera son enfance. Son beau-père (qu'il considérait comme son « véritable père »), était l'architecte polonais Marcin Heyman (pl). C'était aussi un important propriétaire terrien. Le jeune Jacques sera marqué par la servilité dont font preuve à son égard les paysans qui travaillent sur ces propriétés : « Dans les terres de mon beau-père polonais, une vieille paysanne venait me baiser la main ! C’était en 1920 peut-être. Je ne crois pas que ce soit encore possible aujourd’hui. ». Très tôt ému par l'injustice sociale, il se passionne pour les écrits de Jean-Jacques Rousseau, qu'il commence à lire au début de l'adolescence.
Après que la Pologne a recouvré son indépendance, la famille Heyman quitte Breslau et s'installe à Varsovie en 1920. Sa mère meurt cette année-là, tandis que son père devient préfet à Kutno, avant de devenir directeur du département d’urbanisme au ministère de l’Enseignement supérieur. Franciszek fait ses études secondaires au lycée.
En 1926, à 17 ans, Franciszek s'inscrit au Parti communiste polonais clandestin. L'année suivante, il est interné pendant six mois pour avoir distribué des tracts antimilitaristes et pro-bolcheviques. Approché par le Komintern à sa libération pour ses dons de polyglotte (il parle dix langues), il est recruté et part pour Moscou en 1929.
L'engagement devient son métier : Rossi ayant le don des langues, il devient agent de liaison soviétique, sillonnant l'Europe de l'entre-deux-guerres sous des identités d'emprunt, « des documents cachés dans ses chaussures », remplissant mille missions secrètes. Durant une mission derrière les lignes franquistes en Espagne en 1937, il est rappelé en URSS. Aux inquiétudes de sa camarade de mission, il répond dédaigneusement :« La femme se montrait une nouvelle fois plus intelligente que l'homme. Moi, je lui ai répliqué qu'un soldat du prolétariat ne discute pas les consignes. ». Il a pourtant connaissance par le biais de la presse internationale que les Grandes Purges ont alors lieu, mais il remet en cause le bien fondé de ces affirmations. Arrivé à Moscou, il est arrêté et condamné à huit ans de travaux forcés aux chefs d'accusation « d'espionnage pour la France et la Pologne ». Envoyé au goulag à Norilsk, il transite ensuite dans différents camps durant ses dix-neuf ans d'emprisonnement. Il ne ressort de « l'archipel » qu'en 1955 pour être assigné à résidence à Samarcande. Jusqu'en 1961, on lui refuse un visa en France et sur les conseils d'un ami, il demande un visa pour la Pologne, qui est plus facile à obtenir. Ce n'est que cette année-là qu'il peut enfin quitter l'URSS, vingt-quatre ans après le début de sa détention.
En août 1962, Franciszek Ksawery Heyman change de nom pour devenir Jacek Franciszek Rossi. De 1964 à 1977, Jacek Rossi donne des cours de langue et de littérature française à l’Université de Varsovie. Durant ces années polonaises, il écrit clandestinement les plus de 1000 fiches qu'il utilisera pour écrire son Manuel du Goulag. Après avoir pris sa retraite, il effectue de nombreux séjours en France, au Japon et aux États-Unis, et se marie avec la traductrice Regina Gorzkowska.
Il s'installe définitivement en France en 1985. En 1989, il publie aux Etats-Unis son The Gulag Handbook, livre préfacé par l'historien Robert Conquest. Naturalisé français le 9 août 1990, il adopte le nom Jacques François Rossi. En 1997, The Gulag Handbook est publié en France sous le nom de Manuel du goulag. En 1999, le producteur Jean Marc Turine réalise une série de cinq entretiens avec ce grand témoin du XXe siècle.
En 2001, le réalisateur Georges Mourier lui consacre un épisode de sa collection de documentaires Le Choix des Hommes: Tricher ?.
Après plusieurs accidents vasculaires cérébraux, il est accueilli en 2001 dans une maison de retraite gérée par des religieuses polonaises à Paris, l'Œuvre de Saint-Casimir, où il meurt trois ans plus tard.

## Points de vue sur le communisme
Les critiques acérées de Jacques Rossi ne se limitent pas à l'URSS. C'est toute l'idéologie communiste qu'il accuse dans ses ouvrages. Dès ses premiers temps au Goulag, il comprend que « les idéaux communistes, si séduisants, sont en fait des illusions irréalisables. Que ceux qui s'entêtent à les "réaliser" doivent inévitablement recourir au mensonge, ce qui implique obligatoirement la censure, donc l'instauration d'une terreur d'Etat ». Dans la même logique, il ne considère pas Staline comme le seul responsable omnipotent du stalinisme : « Il s'agissait d'imposer la terreur, de s'en servir de base pour
asseoir le pouvoir total d'un seul parti, le parti communiste,
représenté par Staline. Staline n'est pas un monstre qui est arrivé
seul au pouvoir ou qui s'est imposé par la force au Parti, c'est celui-ci
qui l'a placé au sommet ! C'est la responsabilité du parti communiste
qui n'est pas un parti d'enfants de chœur. ».
Il prend aussi une position très affirmée sur le débat de la Comparaison entre le nazisme et le communisme en affirmant que le régime soviétique était « non moins abject que celui des nazis, mais certainement beaucoup plus hypocrite [...]. Au bout du compte, si l'on prend en compte les millions de victimes des deux régimes, y avait-il vraiment une différence entre le "sale collabo" des nazis et celui qui, en Occident, fermant délibérément les yeux, a soutenu le régime soviétique ? ». Selon lui, si les pays occidentaux ont été moins fermes dans la critique du communisme que dans celle du nazisme, c'est uniquement à cause de l'éloignement géographique de l'URSS par rapport à eux : « Le nazisme était à l’épicentre de l’Europe, l’URSS à la périphérie, les Occidentaux ont toujours eu tendance à y jeter un regard teinté d’indifférence coloniale. ». S'il comparait sans hésiter la nature des deux idéologies, il refusait d'en différencier les degrés d'horreur : « Je considère, comme inutile de chercher à savoir lequel des totalitarismes, dans notre siècle, fut le plus barbare, dès lors que tous les deux ont pratiqué la pensée unique et laissé des montagnes de cadavres. ».
La nature criminelle inhérente au communisme a amené Jacques Rossi à non pas se considérer comme une victime, mais comme un complice trahi du stalinisme : « D'abord, je n'étais pas victime. J'avais moi-même choisi d'instaurer cette révolution mondiale même si, je le souligne, j'ignorais que ce système fut si cruellement antihumain. Ce n'est pas comme ces paysans que je rencontrais qui, eux, se retrouvaient au bagne sans avoir jamais rien demandé. ». Rossi connaissait d'ailleurs l'existence du goulag avant d'y être incarcéré mais ne s'en était pas formalisé car il était persuadé que « seuls les ennemis du peuple y échouaient ».

## Points de vue sur les intellectuels français
A son retour définitif en France en 1985, Rossi se heurte, toutes proportions gardées, à des réactions similaires à celles qu'avait essuyées Viktor Kravchenko dans les années 1960. Les éditeurs français refusent de publier son ouvrage Le Manuel du Goulag. Ce n'est cependant pas parce qu'on ne le croit pas véridique, mais plutôt parce qu'il est considéré comme inopportun. On craint alors qu'il ne soit "instrumentalisé" par la droite. C'est d'ailleurs grâce à un journal américain, mais édité en France, l'International Herald Tribune que Rossi est enfin évoqué par la presse en France en 1995. A ce moment-là, le Manuel du Goulag avait déjà été publié en Russie depuis trois ans. Cette timidité d'une partie de la société littéraire française pour évoquer les crimes du communisme remonte selon Rossi à ses décennies de compromission avec le régime soviétique : « «Le confort intellectuel marxiste à Paris aux frais des zeks, c'est un peu facile. Il y a là quelque chose de colonial» ». Il ne mâchait ainsi pas ses mots contre Louis Aragon et Romain Rolland qu'il qualifie respectivement, dans ses entretiens avec Jean-Marc Turine, de « super putain » et de « salaud ».

## Publications
- Le Manuel du Goulag (traduit en collaboration avec Sophie Benech et Véronique Patte), Le Cherche midi éditeur, 1997
- Fragments de Vies (en collaboration avec Sophie Benech), Elikia, 1995, devenu :
- Qu'elle était belle cette utopie !, Le Cherche midi éditeur, 2000 et une version augmentée Pocket en 2002.
- Jacques le Français - Pour mémoire du goulag avec Michèle Sarde, Le Cherche midi, 2002

## Cinéma
- 2003 : Tricher ?[12] (Qu'elle était belle cette utopie) documentaire de Georges Mourier (collection Le Choix des Hommes).
- 2004 : Nissim dit Max de Pierre Léon et Vladimir Léon
- 2020 : Goulag, une histoire soviétique, série documentaire de Patrick Rotman, utilise ses écrits comme source en le citant en voix off.

## Théâtre
Une pièce de théâtre lui a été consacrée : Ce que j'ai vu et appris au Goulag, de Judith Depaule / Cie Mabel Octobre.